# Капустян Володимир Омелянович
Володимир Омелянович Капустян (*22 травня 1953) — український учений у галузі прикладної математики. Доктор фізико-математичних наук, професор. Академік АН ВШ України з 2000 р.
Народився у Дніпропетровську. Вищу освіту здобув у Дніпропетровському інституті інженерів залізничного транспорту (ДІІЗТ) за спеціальністю «прикладна математика.» З 1975 р. по 2003 р. працював у ДІІЗТ (з 1996 р. — завідувач кафедри комп'ютерних інформаційних технологій). З 2003 р. — завідувач кафедри математичного моделювання економічних систем НТУУ «КПІ». З 1994 р. — доктор фізико–математичних наук.
Наукові інтереси — теорія оптимального керування системами з розподіленими параметрами та асимптотичного аналізу.
Автор понад 100 наукових праць, зокрема 2 монографій.
Член двох докторських спеціалізованих вчених рад (НТУУ «КПІ», КНУ ім. Т. Шевченка).

## Праці
- Моделювання інвестиційної діяльності банків в Україні [Архівовано 11 січня 2018 у Wayback Machine.] / С. О. Кушнірюк, В. О. Капустян ; Національний технічний університет України КПІ // Науково-технічний розвиток: економіка, технології, управління : збірник праць XII Міжнародної науково-практичної конференції 2-5 квітня 2013 року, м. Київ / НТУУ КПІ ; [уклад. А. Ю. Погребняк]. – К.: НТУУ КПІ, 2013. – С. 142-143
- Моделювання кредитного ризику в потоковій моделі банку [Архівовано 29 травня 2020 у Wayback Machine.] / В. О. Капустян, А. О. Дрозд // Сучасні проблеми економіки і підприємництво : збірник наукових праць. – 2010. – Вип. 5(частина II). – С. 103-106. – Бібліогр.: 5 назв
- Капустян В. О. Управління банківською установою в умовах конкуренції [Архівовано 11 січня 2018 у Wayback Machine.] / В. О. Капустян, К. О. Ільченко // Сучасні проблеми економіки і підприємництво : збірник наукових праць. – 2010. – Вип. 5 (частина І). – С. 6–9. – Бібліогр.: 5 назв.
- Стратегії оптимізації фірми – посередника в ринкових умовах [Архівовано 11 січня 2018 у Wayback Machine.] / В. О. Капустян, Ю. А. Божок // Економічний вісник НТУУ КПІ : збірник наукових праць. – 2010. – № 7. – С. 256–259. – Бібліогр.: 7 назв.
- Раціональний підхід до моделювання стратегій банківської діяльності [Архівовано 11 січня 2018 у Wayback Machine.] / В. О. Капустян, К. О. Ільченко // Економічний вісник НТУУ КПІ : збірник наукових праць. – 2009. – № 6. – С. 450–455. – Бібліогр.: 11 назв.
- Оптимальні кредитні та депозитні ставки багатопродуктового комерційного банку [Архівовано 11 січня 2018 у Wayback Machine.] / А. О. Дрозд, В. О. Капустян. – Економічний вісник НТУУ КПІ. – 2013. – вип.10. – с.537-542.
- Керування кредитною та депозитною ставками комерційного банку з капіталом достатнім для задоволення попиту на кредити [Архівовано 11 січня 2018 у Wayback Machine.] / А. О. Дрозд, В. О. Капустян // Економічний вісник НТУУ КПІ. – 2014. – вип.11. – с.548-563
- Дослідження впливу структури капіталу на економічне зростання [Архівовано 11 січня 2018 у Wayback Machine.] / В. О. Капустян, М. Г. Чепелєв // Економічний вісник НТУУ КПІ. – 2012, вип.9. – с. 489-498.
- On realizing prescribed quality of a controlled fourth order system / V. Kapustyan, V. Maksimov. – Int. J. Appl. Comput. Sci., 2014. – v.24. – N 1. – p. 75 - 85.
- Задача оптимального керування для рівняння Пуассона з нелокальними крайовими умовами / В. О. Капустян, О. А. Капустян, О. К. Мазур. – Нелінійні коливання. – 2013. – т.16. – №3. – c. 350 - 358.
- Distributed control with the general quadratic criterion in a special norm for systems described by parabolic-hyperbolic equations with nonlocal boundary conditions / V. O. Kapustyan, I. O. Pyshnograiev // Cybernetics and Systems Analysis. – 2015. – Vol. 51. – No. 3. – p. 438-447
- Minimax estimates for solutions of parabolic-hyperbolyc equations with nonlocal boundary conditions / V. O. Kapustyan, I. O. Pyshnograiev // Continuous and Distibuted Systems II / A. Sadovnichiy, M. Zgurovsky. – Springer International Publishing. – 2015. – p. 277-296
- Економіко-математичне моделювання енергетичних субсидій: принцип адекватності / ВО. Капустян, М. Г. Чепелєв // Економічний аналіз. – 2014. – №1. – Т.15. – с. 86-100
- Задача оптимального управления с полуопределенным критерием качества для параболо - гиперболических уравнений с нелокальными точечными краевыми условиями / В. Е. Капустян, И. А. Пышнограев // Український математичний журнал. – 2015. – т. 67. – №8. – с. 1068-1081.
- Технології електронної обробкиданих в інформаційних системах економіки. Навч. Посіб / Л. Ю. Гальчинський, В. О. Капустян . – К.: Центр учбової літератури, 2010. – 504 с.
- Фінансова математика. Навч. посіб / В. О. Капустян, Ю. А. Пасенченко. – К.: Центр учбової літератури, 2010. – 228 с. українською мовою
- Алгебраїчні та геометричні методи. Частина 1: навч. посіб. для студ. економ. спец. / В. О. Капустян, О. А. Жуковська. – К.: Освіта України, 2017. – 150 с.
- Kapustyan V.E. ASYMPTOTIC BOUNDED CONTROL IN OPTIMAL ELLIPTICITY PROBLEMS // Avtomatika. – 1992. – V. 3. – p. 59-66
- On the solvability of one class of parameterized operator inclusions / V. O. Kapustyan, P. O. Kas' yanov, O. P. Kohut. – Ukrainian Mathematical Journal. – 2008. – V. 3. – p. 59-66